# Château Dassault
Pour les articles homonymes, voir Dassault.
Le château Dassault est un château du XIXe siècle de style Second Empire de 1 000 m2 associé à un domaine viticole de 28 hectares dans le vignoble de Saint-Émilion à Saint-Émilion en Gironde. Il est propriété de l'industriel avionneur Marcel Dassault et de la famille Dassault depuis 1955.

## Historique
En 1862 Victor Beylot crée le « Château Couperie » à Saint-Émilion. Acheté en 1955 par l'industriel avionneur Marcel Dassault à titre d'« outil de communication » et de filiale du Groupe Dassault, proche des sites Dassault de Mérignac et de Martignas-sur-Jalle, il rebaptise le château de son nom. 
En 1969 Château Dassault obtient le classement Saint-Emilion Grand Cru Classé. 
En 2002 Laurent Dassault agrandit le domaine par l'acquisition du domaine voisin Château La Fleur (Grand Cru Saint-Emilion de 6,5 hectares).

## Domaine viticole
Laurent Dassault et sa directrice Laurence Brun-Vergriette (succédant à son père André Vergriette) dirigent et exploitent le domaine viticole de 24 hectares de vin rouge (2/3 de merlot et le reste en cabernet franc et cabernet sauvignon) avec une production annuelle de 120 000 bouteilles pour Château Dassault et de 20 000 pour Château La Fleur. 
Depuis 1973 Château Dassault est conseillé en œnologie par Michel Rolland et en viticulture par Louis Mitjavile depuis 2000. 
En 1998 le Groupe Dassault devient également actionnaire de 5 % du prestigieux Château Cheval Blanc aux côtés d'Albert Frère et de Bernard Arnault.